# العزائب (تمزڭانة)
العزائب هي إحدى مشيخات المملكة المغربية، تتبع جغرافيا لإقليم تاونات وإداريًا لتمزڭانة. يقدر عدد سكانها بـ 5817 نسمة حسب الإحصاء الرسمي للسكان والسكنى لسنة 2004.